# José Nazar
José Salomón Nazar Ordóñez (Tegucigalpa, 7 agosto 1952) è un ex calciatore honduregno, di ruolo portiere.